# Mutatis mutandis
Mutatis mutandis (łac. „zmieniając to, co powinno być zmienione; po dokonaniu niezbędnych zmian; z uwzględnieniem istniejących różnic”; „stosując odpowiednio”) – zwrot stosowany m.in. w ekonomii, filozofii, logice i naukach prawnych mający na celu zwrócenie uwagi, że rozważana sytuacja jest analogiczna do innej, przytaczanej jako przykład, o ile uwzględni się różnice wynikające z odmiennych warunków.
Przykłady:
- „Wzrost cen gazu spowodowany jest, mutatis mutandis, tymi samymi czynnikami, co wzrost cen ropy.” – zakłada się, że uprzedni tekst wyjaśnił przyczyny wzrostu cen ropy, a czytelnik wie lub domyśla się, jakich zmian należy dokonać w argumentacji.
- „Ustalono, że w przypadku naruszenia przestrzeni powietrznej stosowane będą mutatis mutandis te same sankcje, co w przypadku naruszenia wód terytorialnych”.
- „Postanowienia ustępu 3 i 4 niniejszego Artykułu stosuje się mutatis mutandis do zobowiązań Stron wynikających z innych Artykułów Deklaracji.”